# Yiyang (Shangrao)
Yiyang (en chino, 弋阳县; pinyin, Yìyáng xiàn) es un condado bajo la administración directa de la Prefectura Shangrao en la provincia de Jiangxi, República Popular China. Su área es 1573 km² y su población total para 2010 superó los 350 mil habitantes.

## Administración
El Condado Yiyang se divide en 17 pueblos que se administran en 2 suddistritos, 10 poblados y 5 villas.